# Dryad (Washington)
Dryad es un área no incorporada ubicada en el condado de Lewis en el estado estadounidense de Washington.

## Geografía
Dryad se encuentra ubicado en las coordenadas 46°38′12″N 123°15′5″O / 46.63667, -123.25139.